# Castello di Rambouillet
Il castello di Rambouillet è un castello francese situato a Rambouillet.

## Storia
Il castello fu comperato dal cavaliere Jehan Bernier il 6 maggio 1368. In quell'epoca Jeahn Bernier fu nominato informatore della zona da Carlo V e quindi si stabilì nel maniero.
Nel 1783 venne acquistato da Luigi XVI per sedici milioni di lire, dopo che aveva speso sei milioni per il Castello di Saint-Cloud per la moglie Maria Antonietta tre anni prima.
Oggi è una sede di rappresentanza del Presidente della Repubblica francese. Il primo presidente ad usufruire del castello, specie per incontri con ospiti importanti, fu Jules Grévy, rimasto in carica dal 1879 al 1887.
Il 23 febbraio 1896, l'allora presidente Félix Faure, decide di trascorrere ogni anno il periodo estivo nel castello di Rambouillet. Da allora, il castello è divenuto la sede estiva del Presidente della Repubblica francese (in quello stesso anno venne classificato Monumento storico di Francia).
Nel mese di novembre del 1975, il presidente Valéry Giscard d'Estaing riunì i capi di governo dei sei paesi più industrializzati al mondo proprio nel castello di Rambouillet. Quella prima riunione informale fu il precursore del G8. I presenti furono: Valéry Giscard d'Estaing (Francia), Gerald Ford (Stati Uniti), Harold Wilson (Regno Unito), Aldo Moro (Italia), Helmut Schmidt (Germania) e Takeo Miki (Giappone).
In seguito, nel mese di febbraio del 1999, il castello di Rambouillet fu teatro della negoziazione sul Kosovo.